# Cliteater

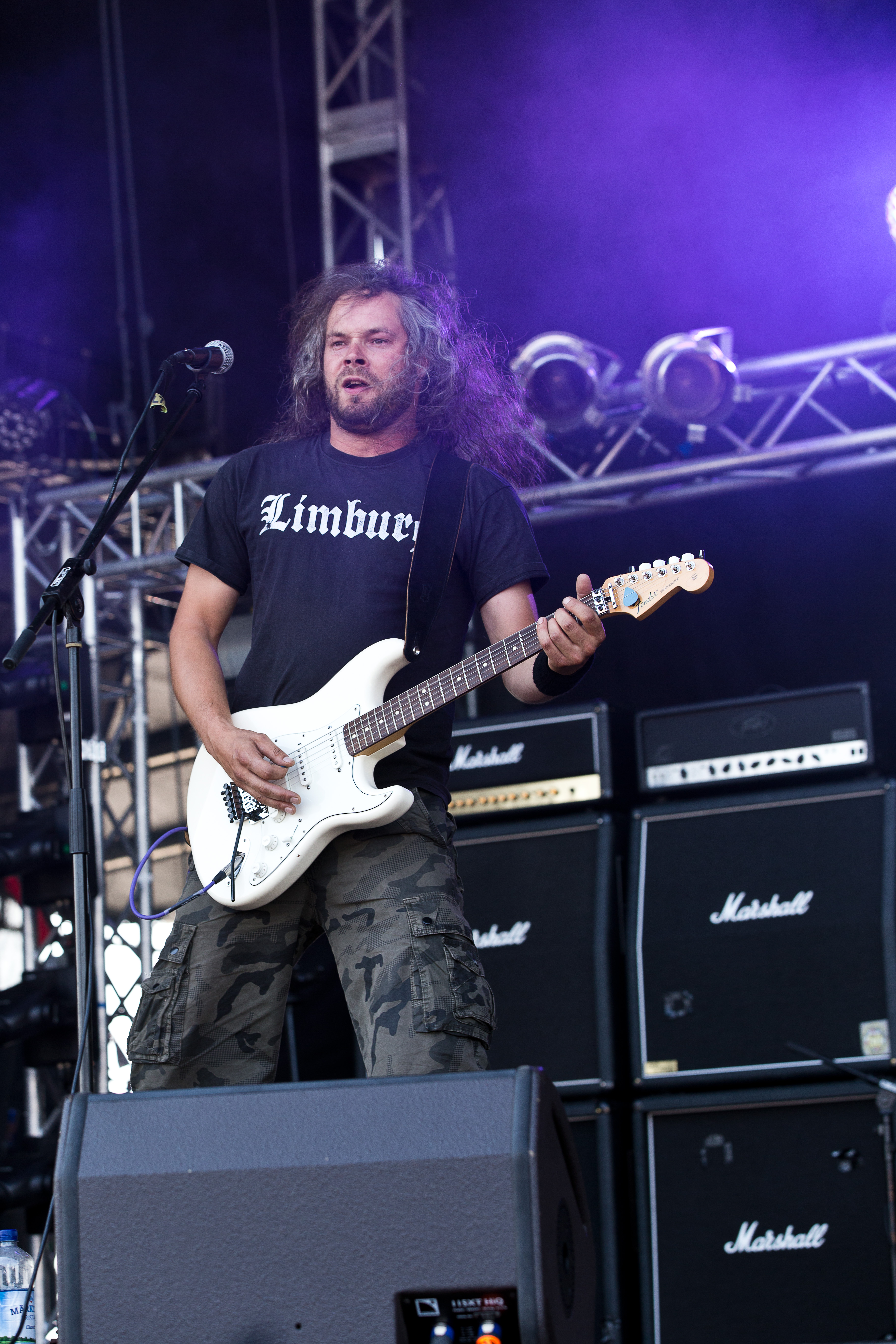
Auftritt von Cliteater auf dem Party.San Open Air 2015

Cliteater ist eine 2001 gegründete niederländische Grindcore-Band, die eine Mischung aus Goregrind und Porngrind spielt. Die Titel ihrer Studioalben sind an die Titel bekannter Alben aus dem Bereich des Heavy Metal angelehnt. Auf allen Plattencovern ist eine fiktive Figur namens Andrej Nicolai abgebildet.

## Bandgeschichte
Cliteater wurde Ende 2001 von Bassist Vedran Bartolic und Gitarrist Ivan Cuijpers gegründet. Das Duo startete zunächst als reines Studioprojekt, statt eines Schlagzeugers kam auf dem ersten Demo 2002 noch ein Drumcomputer zum Einsatz. Kurz darauf stießen Sänger Joost Silvrants und Schlagzeuger Maurice van den Broek zur Band. Cliteater schloss einen Plattenvertrag mit dem Arnheimer Independent-Label Restrain Records ab und nahm das Debütalbum Clit 'Em All auf, das innerhalb weniger Wochen ausverkauft war. Nachdem 2004 mit Alex „Analex“ Albers ein zweiter Gitarrist in die Band gekommen war, erschien Anfang 2005 das zweite Album Eat Clit or Die, gefolgt von einer Europa-Tournee mit Dead Infection. Im Jahr 2006 erschien eine Split mit Suppository, gefolgt von einer USA-Tournee, in deren Verlauf Cliteater beim Maryland Deathfest auftrat. 2007 verließ Alex „Analex“ Albers die Gruppe und wurde durch die Gitarristin Susan Gerl ersetzt. Das deutsche Label Morbid Records nahm Cliteater unter Vertrag, konnte aber das dritte Album wegen Bankrotts nicht mehr veröffentlichen. Es erschien 2008 bei War Anthem Records, das den Betreibern des Party.San-Festivals gehört. Danach verließ Susan Gerl Cliteater und wechselte zu God Dethroned. Aufgrund eines Arbeitsunfalls konnte Gitarrist Ivan Cuijpers längere Zeit nicht Gitarre spielen, sodass die Band ihre ersten Auftritte erst wieder im Januar 2009 absolvieren konnte. Mitte 2009 begab sich Bassist Vedran Bartolcic mit seiner Lebensgefährtin auf eine Weltreise, während dieser Zeit wurde er von Gitarrist Robbie Pennings vertreten. Gleichzeitig ersetzte Martijn Sijmons Maurice van den Broek am Schlagzeug. In dieser Besetzung wurde das vierte Studioalbum The Great Southern Clitkill aufgenommen. Im Sommer 2010 verließ Schlagzeuger Sijmons Cliteater, weil er kein Interesse an Live-Auftritten hatte, für ihn kam Clemens Kerssies. Nach der Rückkehr von Bassist Bartolcic im Dezember 2010 kehrte Robbie Pennings wieder an die zweite Gitarre zurück. Im Juli 2011 erschien eine namenlose Split-CD zusammen mit The Day Everything Became Nothing. Im März 2013 folgte das Album Cliteaten Back To Life, 2016 From Enslavement To Clitoration und 2020 wieder eine Split-CD, diesmal mit Rectal Smegma.

## Diskografie
Studioalben
- Clit 'Em All (indiziert, Restrain Records, 2003; Beschlagnahmebeschluss vom 13. März 2013, Az. 36 Gs 442/13)[3]
- Eat Clit or Die (indiziert, Restrain Records, 2005; Beschlagnahmebeschluss vom 13. März 2013, Az. 36 Gs 440/13)[3]
- Scream Bloody Clit (Morbid Records/War Anthem Records, 2008)
- The Great Southern Clitkill (War Anthem Records, 2010)
- Cliteaten Back To Life (War Anthem Records, 2013)
- From Enslavement To Clitoration (War Anthem Records, 2016)
- Last Days Of Humanity (Split mit Rectal Smegma, Rotten Roll Rex, 2020)

EPs
- Reign in Thongs (Split mit Suppository, No Escape Records, 2006)
- Cliteater / The Day Everything Became Nothing (Split mit The Day Everything Became Nothing, Cudgel, 2011)